# Cnaphalocrocis similis
Cnaphalocrocis similis là một loài bướm đêm trong họ Crambidae.